# UFC Fight Night: Gane vs. Spivak
UFC Fight Night: Gane vs. Spivak (también conocido como UFC Fight Night 226 y UFC on ESPN+ 84) fue un evento de artes marciales mixtas producido por Ultimate Fighting Championship que tuvo lugar el 2 de septiembre de 2023 en el Accor Arena en París, Francia.

## Antecedentes
El evento marcó la segunda visita de la promoción a Francia y la primera desde el esperado debut en el país en UFC Fight Night: Gane vs. Tuivasa en septiembre de 2022.
El combate de peso pesado entre Ciryl Gane y Sergey Spivak encabezó el evento.
Se esperaba un combate de peso gallo femenino entre Zarah Fairn y Hailey Cowan para este evento. Sin embargo, el 6 de agosto, Cowan se vio obligada a abandonar el evento debido a una lesión. Fue sustituida por Jacqueline Cavalcanti.
Se esperaba un combate de peso semipesado entre Volkan Oezdemir y Azamat Murzakanov para este evento. Sin embargo, Murzakanov se retiró a principios de agosto por razones desconocidas y fue sustituido por Bogdan Guskov.
Se esperaba un combate de peso ligero entre Nasrat Haqparast y Sam Patterson para este evento. Sin embargo, Patterson se retiró por problemas de salud. Se encontró un sustituto, Landon Quinones, y se fijó un combate para la semana siguiente en UFC 293.
Se esperaba un par de combates de peso gallo entre Taylor Lapilus contra Muin Gafurov y Caolán Loughran contra Yanis Ghemmouri. Sin embargo, Lapilus fue emparejado con Loughrán después de que Gafurov se retirara por problemas de visa. Ghemmouri fue emparejado con William Gomis en un combate de peso pluma después de que su oponente original, Lucas Almeida, se retirara por lesión.

## Premios de bonificación
Los siguientes luchadores recibieron bonificaciones de $50000 dólares.
- Pelea de la Noche: Benoît Saint-Denis vs. Thiago Moisés
- Actuación de la Noche: Ciryl Gane y Morgan Charrière